# Imola Castello Futsal 2017-2018
Questa pagina raccoglie i dati riguardanti l'Imola Castello Futsal, squadra di calcio a 5 militante in serie A, nelle competizioni ufficiali del 2017-2018.

## Trasferimenti

### Sessione estiva
| Federico Bianchini | Castello       |
| Žiga Čeh           | Brezje Maribor |
| Andrea Ercolani    | Rimini         |
| Daniel Ferrugem    | Tubaronense    |
| Simone Garofalo    | Sant'Agata     |
| Filippo Lari       | Rimini         |
| Francesco Liberti  | Forlimpopoli   |
| Jesús Murga        | Jaén           |
| Giacomo Paolini    | Imolese        |
| Pablo Salado       | Gáldar         |
| Alberto Saura      | Cartagena      |
| Aniello Tedesco    | Imolese        |

| Samuele Barbieri    | Faventia        |
| Deilton             | Bubi Merano     |
| Fabinho             | Cisternino      |
| Toni Jelavić        | Civitella       |
| Lorenzo Lesce       | Faventia        |
| Maurizio Napoletano | Buldog Lucrezia |
| Massimiliano Resta  | Faventia        |
| José Revert         | Luparense       |
| Igor Vignoli        | Faventia        |

### Sessione invernale
| Misael Gonçalves      | USJ Sports      |
| Juan Manuel Rodríguez | América del Sud |
| Igor Vignoli          | Faventia        |

| Žiga Čeh        | Dobovec   |
| Alex Frassineti | Faventia  |
| Jesús Murga     | Arzignano |

## Organico

### Prima squadra
| N° | Naz.                 | Ruolo      | Sportivo              | Anno     |  |  |
| -- | -------------------- | ---------- | --------------------- | -------- |  |  |
| 1  | Italia (bandiera)    | POR        | Lorenzo Battaglia     | 28.11.88 |  |  |
| 5  | Brasile (bandiera)   | DIF        | Daniel Ferrugem       | 17.09.88 |  |  |
| 6  | Spagna (bandiera)    | DIF        | Jesús Murga           | 09.08.92 |  |  |
| 7  | Spagna (bandiera)    | UNI        | Pablo Salado          | 06.05.94 |  |  |
| 8  | Brasile (bandiera)   | UNI        | Márcio Borges         | 26.08.90 |  |  |
| 9  | Italia (bandiera)    | PIV        | Mauro Castagna        | 09.05.94 |  |  |
| 10 | Italia (bandiera)    | DIF        | Igor Vignoli          | 30.08.80 |  |  |
| 11 | Spagna (bandiera)    | PIV        | Alberto Saura         | 22.01.95 |  |  |
| 12 | Brasile (bandiera)   | POR        | Juninho               | 10.03.93 |  |  |
| 13 | Brasile (bandiera)   | LAT        | Misael Gonçalves      | 04.08.95 |  |  |
| 14 | Slovenia (bandiera)  | DIF        | Žiga Čeh              | 25.01.95 |  |  |
| 15 | Argentina (bandiera) | LAT        | Juan Manuel Rodríguez | 22.02.92 |  |  |
| 23 | Italia (bandiera)    | LAT        | Francesco Liberti     | 11.11.95 |  |  |
|    | Italia (bandiera)    | Allenatore | Vanni Pedrini         | 09.02.80 |  |  |

### Under-19
| N° | Naz.              | Ruolo | Sportivo           | Anno     |  |  |
| -- | ----------------- | ----- | ------------------ | -------- |  |  |
| 6  | Italia (bandiera) | LAT   | Aniello Tedesco    | 09.12.00 |  |  |
| 17 | Italia (bandiera) | UNI   | Andrea Ercolani    | 08.08.97 |  |  |
| 19 | Italia (bandiera) | PIV   | Giacomo Paolini    | 17.08.98 |  |  |
| 20 | Italia (bandiera) | LAT   | Simone Garofalo    | 06.10.97 |  |  |
| 21 | Italia (bandiera) | DIF   | Filippo Lari       | 13.05.97 |  |  |
| 24 | Italia (bandiera) | POR   | Federico Bianchini | 24.02.98 |  |  |
| 27 | Italia (bandiera) | PIV   | Davide Magliocca   | 27.07.98 |  |  |